# Сенахериб
Сенахериб (около 705 – януари 681 пр.н.е.), е син на Саргон II, когото наследил на асирийския престол и царувал 37 години (720-681 пр.н.е. (други източници – 683 пр.н.е.).
- Произходът и тълкуванието на името е му е от акадски Син-аххи-ериба

в превод означава „(лунният бог) Син е заменил (загубилия се) брат“;
в друг превод е „Син ни изпраща много братя.“

## Възцаряването
Сенахериб не е първородният син на Саргон II, но баща му го предпочита и го провъзгласява за престолонаследник, а според други източници, което обяснява и името му, (в най-свободен аналог на български то би било Запрян), понеже децата преди него са умирали и след двама „загубени“ т.е. умрели братя, Сенахериб се задържа. Като престолонаследник Сенахериб е отговарял за империята докато баща му, Саргон II, е бил на военни походи. За разлика от предшествениците му, царствуването на Сенахериб не е така забележително с военни походи както със строителни проекти. След насилствената смърт на баща му Саргон, Сенахериб срещнал проблеми със закрепяването си във властта. Независимо от това той все пак успял да довърши строителните си проекти. Преместил столицата от новия град на баща му Дур-Шарукин в старата столица Ниневия. Учудващото е, че не само изоставил града на баща си, но и не споменава баща си в нито една официална стела.

## Войните с Вавилон

### През 703 пр.н.е.
През времето на царуването си Сенахериб се натъкнал на редица проблеми с Вавилония. Първият му военен поход се състоял през 703 пр.н.е. срещу цар Мардук-апла-иддина II (Беродах-Баладан). Този вавилонски цар бил се укрепил на трона и бил събрал съюзници измежду халдейците, арамеите и еламитите. Възможно е да се установи годината на посланичествата до тези съюзници по библейския текст за посещението на посланиците му при цар Езекия в Юдея. Съюзниците поискали да се възползуват от размириците, възникнали при възкачването му на престола след смъртта на Саргон. Сенахериб разделил армията си и наредил на една част да нападне разположилите се при Киш врагове докато той с остатъка от армията се отправил да превземе град Кута. След като го превзел, той мълниеносно се върнал, за да помогне на останалите си войски. Офанзивата била разбита и Мардук-апла-иддин II избягал. Вавилон бил превзет, двореца бил оплячкосан, но гражданите били оставени непокътнати. Асирийците се заели да издирват избягалия цар, особено из гъстите тръстики на южните мочурища, но не го намерили. Въстаническите сили по вавилонските градове били ликвидирани и изгледания в асирийския двор вавилонец на име Бел-Ибни бил поставен на трона.

### През 700 пр.н.е.
С напускането на асирийските войски Мардук-апла-иддин II започнал да готви нов бунт. В 700 пр.н.е. асирийската армия се върнала да се разправи с въстаниците, но както се очаквало цар Мардук отново избягал в Елам и там умрял. Сенахериб не останал доволен от нелоялността на Бел-Ибни и го затворил. За пореден път той опитал да разреши вавилонския въпрос с поставянето на верен човек на престола, но изборът му паднал пак на погрешен човек – поверил града на собствения си син Ашур-надин-шами.

### През 694 пр.н.е.
Само 6 години по-късно Сенахериб пак тръгнал на поход през 694 пр.н.е., за да разруши укрепената цитадела на Елам на брега на Персийския залив. За успеха на операцията той се снабдил с финикийски и сирийски кораби, които отплавали заедно с останалата войска по река Тигър към морето. Финикийците не били свикнали с приливите по бреговете на Персийския залив и това ги забавило. Асирийските войски се срещнали с халдейците край река Улая и победили в този същия ден, но докато те били ангажирани с халдейците, еламитите ударили Вавилон, превзели града и хванали в плен сина на Сенахериб, а на трона се възкачил Нергал-Ушезиб. Асирийците се оттеглили с бой и превзели на връщане на север различни градове. Кампанията приключила през 693 пр.н.е. Голяма битка срещу вавилонските бунтовници се състояла край град Нипур, царят им бил пленен и закаран в Ниневия. За загубата на сина си Сенахериб започнал нов поход в Елам, където войските му започнали да разграбват градовете. Еламитският цар избягал в планините и Сенахериб решил да преустанови кампанията си и да се върне поради настъпващата зима.

### През 691 пр.н.е.
Нов претендент за вавилонския трон, Мушезиб-Мардук, се възкачил с подкрепата на Елам. Последната голяма битка се състояла през 691 пр.н.е., но без явен победител, което позволило на Мушезиб-Мардук да остане на престола още две години. Това обаче била само малка почивка, защото не след дълго Сенахериб отново обсади града и го превзел окончателно през 689 пр.н.е. Сенахериб твърдял, че е разрушил града и в действителност градът опустял за доста време.

### Опустошаването на Вавилон
Опустошаването на Вавилон от Сенахериб било силно предупреждение срещу бунтовниците и размирниците. Седемстотин години по-късно, историята за опустошаването на града според някои е била в основа на притчата, която Иисус Христос казва за лозето и лозарите. Той вероятно използва алюзията с гнева и отмъщението на Сенахериб (Матей 21:33 – 41). Алчните лозари завзели лозето на господаря, убили надзирателите и дори сина на господаря. Христос пита учениците си: „Като си дойде господарят на лозето какво ще стори на тия лозари?“ и учениците отвърнали „Злодейците ще погуби зле, а лозето ще даде на други лозари, които ще му дават овреме плодовете.“ 

## Война срещу Юдея

### Предистория
През 701 пр.н.е. в царство Юдея започнал бунт, подкрепян от египтяните и вавилонците и воден от цар Езекия. В отговор на това Сенахериб оплячкосал редица градове в Юдея. Той също обсадил и Йерусалим, но скоро решил да се върне в Ниневия, като благодарение на това градът се оттървал непокътнат. Тия събития били записани и отразени от самия Сенахериб, от библейските писатели, а по-късно и от Херодот. Някои от асирийските хроники, като печената глинена призма на Тейлър, на съхранение в чикагския „Ориентъл инститют“ (на английски: Oriental Institute, Chicago) датират с голяма точност времето на похода. Призмата на Тейлър носи дата „месец Тамуз, 689 пр.н.е.“.

### Според асирийските летописи
Асирийските летописци не го описват като катастрофа, а като голяма победа – те твърдят, че обсадата е била успешна и Езекия заплатил голям откуп, а асирийските войски си тръгнали без загуба на живот и без да оплячкосат Йерусалим. Дори библията го потвърждава донякъде, но истината по въпроса е предмет на ожесточен дебат между историците на периода. Призмата на Тейлър разказва, че Сенахериб бил заклещил Юдееца Езекия в Йерусалим, неговия царски град, като птица в кафез.

#### Походът в Северна Юдея
Там Сенахериб описва първо победите си срещу враговете си и как е съумял да им надвие само с присъствието на огромната си армия. Това сторил във Велики Сидон, Малки Сидон, Бит-Зити, Зарибту, Махаллиба, Ушу, Акзиб и Акко. След превземането на всичките тези градове, Сенахериб назначил своята марионетка Етбаал за управител на целия регион. След това се отправил към Бет-дагон, Йаппа, Банаи-Барка и Азджуру, градове, които дотогава били под контрола на Сидкия и също паднали под властта на Сенахериб.

#### Египетската подкрепа за юдеите
Египет и Нубия се притекли на помощ на ударените градове. Сенахериб победил египтяните и по описание на неговите летописци сам той пленил египетските и нубийските колесничари. Оттам Сенахериб превзел и оплячкосал няколко други града, в това число и Лачиш – втория по големина и укрепеност град на Юдея. Той жестоко наказал „провинилите се“ граждани на тези градове и върнал на власт асирийския управител Пади, който бил затворен като заложник в Йерусалим.

#### Обсадата на Йерусалим
След като сторил всичко това, Сенахериб насочил вниманието си към цар Езекия, който упорито отказвал да му се подчини; 46 града покорил Сенахериб, но не и Йерусалим. По неговото описание, от призмата на Тейлър, се чете следното:
| “ | Понеже Езекия, цар на Юдея, не се подчини на властта ми, аз се отправих срещу него и по силата на оръжието и мощта на властта ми завзех 46 от най-укрепените му градове; a от по-малките и разпръснати градчета превзех и плячкосах безчетен брой. От тези места взех в плен и отведох 200 156 пленници, млади и стари, мъже и жени заедно с коне и мулета, магарета и камили, волове и овце, безчетно множество; a сам Езекия заклещих в Йерусалим, неговата столица, като птица в кафез, като издигнах стражеви кули покрай града, за да го завардя, и диги срещу портите, за да предотвратя бягството му... При което Езекия, като почувствува страха от силата на оръжието ми, проводи вождовете и старейшините на Йерусалим с 30 таланта злато и 800 таланта сребро и разни скъпоценности, богата и разнообразна плячка... Всички тези неща бяха откарани в Ниневия, седалище на властта ми. | ” |

### Библейският разказ

#### Марш към Йерусалим
И библейският писател е описал обсадата на Йерусалим подробно. Тя започва с разоряването на Северното Израелско царство и на столицата му Самария. Осъзнал грешката си, Езекия изпратил огромна плячка да умилостиви Сенахериб, без съмнение това е плячката описана в призмата на Тейлър. Независимо от даровете, асирийците продължили марша си към Йерусалим.

#### Заплахи и богохулства
Сенехериб изпратил върховния си военачалник да се срещне с министрите на Езекия и да ги сплаши – затова той и спътниците му сипели закани срещу жителите на града и богохулства срещу Йехова. Като чул това Езекия, по обичая на прадедите си, разкъсал дрехата си и започнал да се моли в Соломоновия храм щото да го чуят и да му се притекат на помощ. Пророк Исаия посъветвал Езекия да не се тревожи, „...защото сам Господ ще оправи нещата и Сенахериб ще се оттегли...“

#### Божествената намеса
Същата нощ, бил избит целият асирийски стан; обсадата паднала понеже сам ангел Господен избил 185 хиляди от асирийците (Четвърта книга Царства, гл. 19:35 – 36). Някои дори споменават името на ангела да било Уриел.  След това, опозорен Сенахериб се завърнал в Ниневия.

#### Наказан от провидението
Не след дълго, както се молел в храма на Нисрош, Сенахериб бил посечен от двама от синовете му, като това било наказанието за богохулстването. Някои коментатори твърдят, че Псалм 46 е бил композиран като песен на избавлението на юдеите от Сенахериб и успешната им отбрана през време на обсадата на град Йерусалим.

### Според разказа на Херодот
Древногръцкият историк Херодот, които написва своите Истории около 450 пр.н.е. разказва за свръхестествена намеса в провала на армиите на Сенахериб (2:141), но срещу Египет:
| “ | Когато Сенахериб, цар на Арабите и Асирийците навлезе с огромната си армия в Египет, войниците (на фараона Сети) като един отказали да се притекат на помощ (на фараона). На този ден фараонът влязъл в светилището на боговете и оплаквал съдбата си и участта, която го сполетяла. Както плакал заспал и му се присънило, че богът дошъл и застанал до него, като му рекъл да не унива, но да отиде смело и да посрещне Арабина, който не ще му навреди, защото сам богът ще му изпрати онези, които да му помогнат. Сети, уповавайки се на съня си, събрал шепата верни нему египтяни, които се съгласили да го последват; ни един от тях не бил воин, ами били търговци, занаятчии и продавачи от пазарите; с тези той навлязъл в Пелусиум, който контролирал входа в Египет и там издигнал стана си. Както стоели една срещу друга двете армии, дошло през нощта огромно множество полски мишки, които прояли тетивите на лъковете на враговете и връзките на щитовете им. На сутринта започнали битката и огромно множество паднали като нямали оръжия, с които да се защитят. В храма на Вулкан стои каменната статуя на Сети с мишка в ръката му и с надпис – „Виж ме и се научи да почиташ боговете.“ | ” |

## Строителни начинания
През царуването на Сенахериб, Ниневия се превърнала във водещ метрополис на империята. Строителните му начинания започнали с възцаряването му. През 703 пр.н.е. построил дворец с парк и напоителна система и нарекъл новия си дом „Дворецът без съперник“. За да бъде завършен проектът му, старият палат бил съборен, за да се отвори място. Освен огромните си дворцови градини, наредил да се изградят няколко парка за жителите на Ниневия.
Построил и първия акведукт при Джеруан през 690 пр.н.е., който задоволявал големите водни нужди на Ниневия. Тесните улички и площади на Ниневия били разширени и почистени, построен бил царски път който пресичал река Кхоср по мост, наближавайки парковата порта и бил фланкиран и от двете страни със стели. Храмове били възстановени и изградени през царуването му „както било присъщо на цар“. Най-съществени били проектите му върху храма на Ашур и на новата година Акиту. Той разширил също отбранителните съоръжения на града и наредил да се изкопае отбранителен ров около градските стени. Някои от стените днес са възстановени и могат да се видят на отсрещия бряг на река Тигър срещу днешния град Мосул в северен Ирак. Работата по големите му строежи вършели роби, докарани от Ке, Киликия, Филистия, Тир, Халдея, Арамея и Мананея.
Някои приписват на Сенахериб изобретяването на „архимедовия винт“ за напояване на градините, макар това твърдение да е спорно..

## Смърт
Според хрониките на Набонасар: ред 34 – Сенахериб пада убит от собствените си синове.